# Fonds de restructuration des banques espagnoles
L'Autorité de résolution exécutive, auparavant, le Fonds de restructuration ordonnée des établissements bancaires (FROB) est l’autorité chargée d’administrer les procédures de résolution des établissements de crédit et des entreprises prestataires de services d’investissement, dans leur phase exécutive en Espagne. 

## Histoire
Créé en juin 2009 à la suite de la crise financière, il avait initialement pour but d’administrer les procédures de restructuration du système financier et de contribuer à renforcer leurs ressources internes dans le cadre des procédures d’intégration entre entités. Il a reçu pour exécuter sa tâche, un montant de 99 milliard d'euros, qui est à 75 % financé par l'État espagnol et 25 % par le secteur financier espagnol. L'une de ses principales tâches a été d'aider à la consolidation du secteur bancaire, via la fusion de banques d'épargne régionales. Il a notamment aidé : Banco Financiero y de Ahorros, CatalunyaCaixa, Novacaixagalicia, Banca Civica, Banco Mare Nostrum, Caja España-Duero, Kutxabank et Unnim.
En avril 2022, le FROB augmente sa participation de 4,24 % dans la structure de défaisance Sareb, faisant passer sa participation au delà de 50 %.

## Responsabilité
Actuellement et depuis l’approbation de la loi 11/2015 , le FROB est l’autorité espagnole de résolution exécutive, exclusivement financée par les contributions privées des entités et qui fait partie du réseau européen des autorités dépendant des instances européennes et dirigé par le Conseil de résolution unique (CRU).
La loi 11/2015 a marqué l’avènement d’un nouveau cadre institutionnel visant à respecter le principe lui-même visé par la directive de résolution 2014/59/UE de séparation entre fonctions de contrôle et de résolution, et a supposé une transformation de la structure organisationnelle, de la gouvernance et des fonctions internes au FROB.
D’un point de vue opérationnel, le FROB continue d’être responsable de l’aboutissement de la procédure de restructuration en cours, qui comprend fondamentalement le suivi des participations au sein de BFA-Bankia et Sareb, mais également des suretés constituées lors de procédures de vente antérieures. Mais, cette activité cohabite avec de nouvelles fonctions, comme l’est l’autorité de résolution en phase exécutive au sein du MRU européen ou encore la collaboration avec les autorités de contrôle prudentiel espagnoles (la Banque d’Espagne et le CNMV), dans les limites du cadre institutionnel espagnol.
Le MRU est un système de résolution centralisé, composé par les autorités nationales de résolution et une autorité unique, le Conseil de résolution unique (CRU), agence européenne réceptacle d’une grande partie des compétences des États membres en matière de résolution. À ces autorités, viennent s’ajouter, la Banque centrale européenne (BCE), la Commission européenne et le Conseil, au sens des termes établis par le règlement du MRU. En outre, le MRU compte sur un Fonds de résolution unique (FRU) dont le percepteur et administrateur est le CRU, au moyen des contributions de toutes les entités de l’Union bancaire à affecter en cas de résolution.